# 中華郵政總局舊址
中華郵政總局舊址是位於中國江蘇省南京市鼓楼區中山北路301號的建築。這棟建築竣工於1947年，呈「廠」字外形。該建築現在由江蘇電信使用，在2000年被列入南京市級文物保護單位。